# Viktor Žluktov
Viktor Vasil'evič Žluktov (in russo Виктор Васильевич Жлуктов?; Inta, 26 gennaio 1954) è un ex hockeista su ghiaccio russo, fino al 1991 sovietico.

## Palmarès

### Olimpiadi invernali
- 2 medaglie[1]:
  - 1 oro (Innsbruck 1976)
  - 1 argento (Lake Placid 1980)